# Gasteruption
Genre
Gasteruption est un genre d'insectes hyménoptères de la famille des Gasteruptiidae et de la sous-famille des Gasteruptiinae.

## Systématique
- Le genre Gasteruption a été décrit par l'entomologiste français Pierre André Latreille en 1796[1].
- L'espèce type pour le genre est Ichneumon jaculator (Linnaeus, 1758).

### Synonymie
- Foenus Fabricius, 1798
- Gasteruptron Westwood, 1840
- Gastryptium Agassiz, 1846
- Faenus Abeille de Perrin, 1879
- Gasteryption Schletterer, 1890
- Phoenus Schletterer, 1890
- Gasteruptia Dominique, 1893
- Gasteruptium Schulz, 1906
- Rhydinofoenus Bradley, 1909
- Dolichofoenus Kieffer, 1910
- Trichofoenus Kieffer, 1910
- Gastrhyptium Schulz, 1911

## Espèces présentes en Europe
- Gasteruption assectator (Linnaeus 1758)
- Gasteruption canariae Madl 1991
- Gasteruption diversipes (Abeille de Perrin 1879)
- Gasteruption dolichoderum Schletterer 1889
- Gasteruption erythrostomum (Dahlbom 1831)
- Gasteruption fallaciosum Semenov 1892
- Gasteruption floreum Szépligeti 1903
- Gasteruption forticorne Semenov 1892
- Gasteruption foveiceps Semenov 1892
- Gasteruption freyi (Tournier 1877)
- Gasteruption goberti (Tournier 1877)
- Gasteruption hastator (Fabricius 1804)
- Gasteruption hungaricum Szépligeti 1895
- Gasteruption ignoratum Kieffer 1903
- Gasteruption jaculator (Linnaeus 1758) - le Gastéruption à javelot
- Gasteruption laticeps (Tournier 1877)
- Gasteruption lugubre Schletterer 1889
- Gasteruption merceti Kieffer 1904
- Gasteruption minutum (Tournier 1877)
- Gasteruption nigrescens Schletterer 1885
- Gasteruption opacum (Tournier 1877)
- Gasteruption ortegae Madl 1991
- Gasteruption paternum Schletterer 1889
- Gasteruption pedemontanum (Tournier 1877)
- Gasteruption psilomma Kieffer 1904
- Gasteruption schossmannae Madl 1987
- Gasteruption subtile (Thomson 1883)
- Gasteruption tournieri Schletterer 1885
- Gasteruption undulatum (Abeille de Perrin 1879)
- Gasteruption variolosum (Abeille de Perrin 1879)